# Frouard
Frouard est une commune française située sur les rives de la Moselle au nord de l'agglomération de Nancy, dans le département de Meurthe-et-Moselle, ville de Lorraine en région Grand Est.
Ses habitants, au nombre de 6 563 en 2017, sont appelés les Frouardais.

## Géographie
Frouard est située à 8 kilomètres au nord de Nancy. Cette commune de banlieue, qui a longtemps été un gros village, puis une modeste bourgade, se trouve sur la Moselle, en face de Pompey qu'elle rejoint par un grand pont. Les deux villes, Frouard et Pompey, se trouvent à proximité au confluent de la Meurthe et de la Moselle. Le lieu-dit de la jonction des deux rivières porte le nom de la Gueule d’Enfer, dont la partie basse appartient à l'ancienne Condé, devenue Custines sur le bord de Meurthe puis de Moselle. Cette explication permet de localiser les petites villes aisément sur les cartes géographiques.
Frouard a pris une plus grande ampleur après le déclin de Condé et est devenue à l'époque industrielle un grand port fluvial devenu le port de Nancy-Frouard. Son activité charbonnière a beaucoup décliné, en partie mal compensée par une croissance de l'activité céréalière.
|          | Pompey         | Custines            |
| Liverdun | Frouard        | Bouxières-aux-Dames |
|          | Champigneulles |                     |

### Hydrographie
La commune est dans le bassin versant du Rhin au sein du bassin Rhin-Meuse. Elle est drainée par la Meurthe, la Moselle, la Moselle canalisée, le canal de la Marne au Rhin et le ruisseau de l'Étang de Morey,.
La Meurthe, d'une longueur de 161 km, prend sa source dans la commune du Valtin et se jette  dans la Moselle à Pompey, après avoir traversé 53 communes. 
La Moselle, d'une longueur totale de 560 kilomètres dont 314 kilomètres en France, prend sa source dans le massif des Vosges au col de Bussang et se jette dans le Rhin à Coblence en Allemagne. Les caractéristiques hydrologiques de la Moselle sont données par la station hydrologique située sur la commune de Custines. Le débit moyen mensuel est de 109 m3/s. Le débit moyen journalier maximum est de 1 740 m3/s, atteint lors de la crue du 10 avril 1983. Le débit instantané maximal est quant à lui de 2 000 m3/s, atteint le même jour.
la Moselle canalisée est un canal, chenal non navigable de 135 km qui relie la commune de Dieulouardà celle de Kœnigsmacker où il se jette dans la Moselle. 
Le canal de la Marne au Rhin, long de 293 km et comportant 178 écluses à l'origine, relie la Marne (à Vitry-le-François) au Rhin (à Strasbourg). Par le canal latéral de la Marne, il est connecté au réseau navigable de la Seine vers l'Île-de-France et la Normandie. 

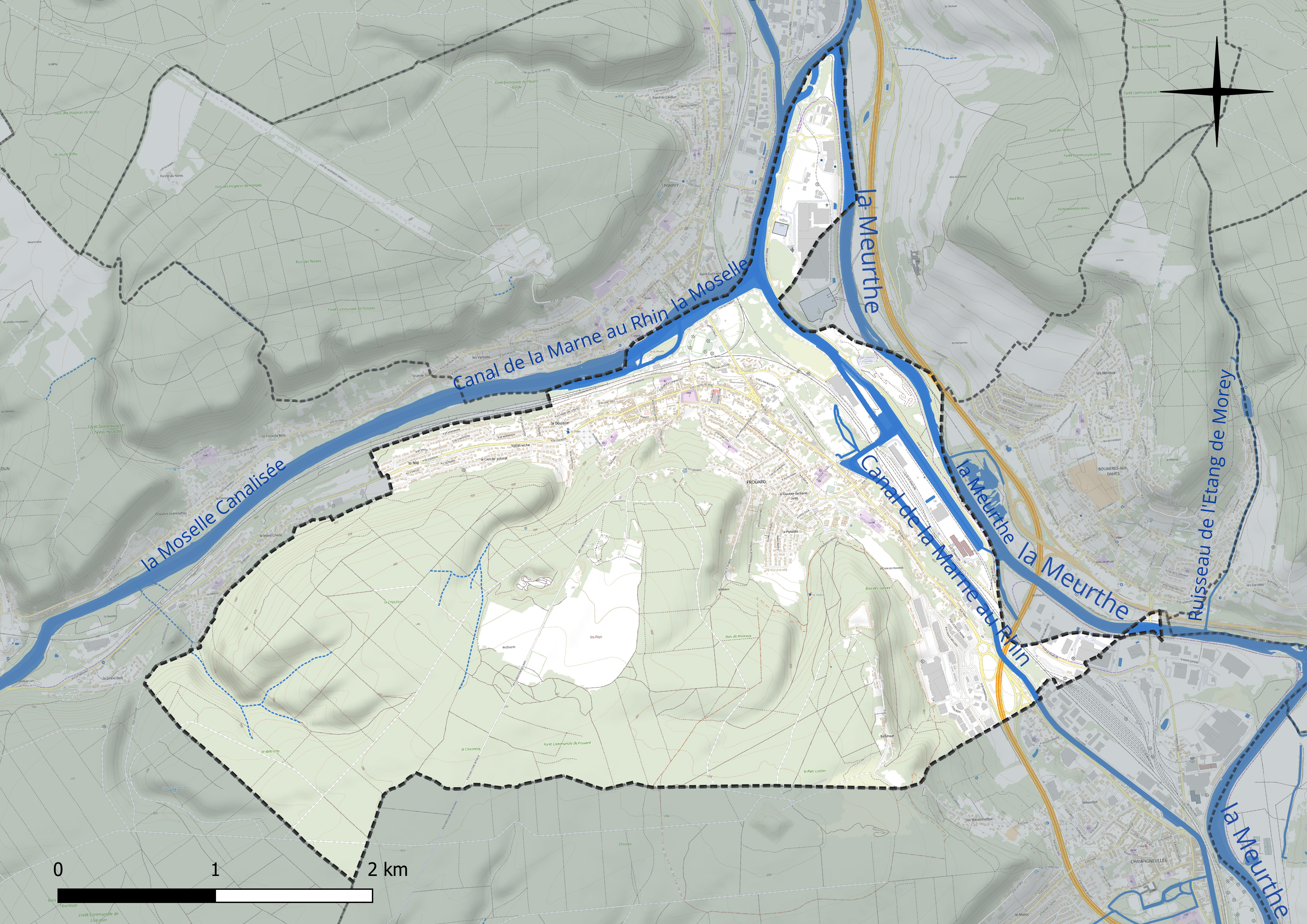
Réseau hydrographique de Frouard.

### Climat
Pour des articles plus généraux, voir Climat du Grand Est et Climat de Meurthe-et-Moselle.
En 2010, le climat de la commune est de type climat des marges montargnardes, selon une étude du Centre national de la recherche scientifique s'appuyant sur une série de données couvrant la période 1971-2000. En 2020, Météo-France publie une typologie des climats de la France métropolitaine dans laquelle la commune est exposée à un climat semi-continental et est dans la région climatique  Lorraine, plateau de Langres, Morvan, caractérisée par un hiver rude (1,5 °C), des vents modérés et des brouillards fréquents en automne et hiver. 
Pour la période 1971-2000, la température annuelle moyenne est de 10 °C, avec une amplitude thermique annuelle de 16,9 °C. Le cumul annuel moyen de précipitations est de 818 mm, avec 12,3 jours de précipitations en janvier et 9,2 jours en juillet. Pour la période 1991-2020, la température moyenne annuelle observée sur la station météorologique de Météo-France la plus proche, « Nancy-Essey », sur la commune de Tomblaine à 11 km à vol d'oiseau, est de 11,0 °C et le cumul annuel moyen de précipitations est de 746,3 mm. 
La température maximale relevée sur cette station est de 40,1 °C, atteinte le 24 juillet 2019 ; la température minimale est de −24,8 °C, atteinte le 21 février 1956,,. 
Les paramètres climatiques de la commune ont été estimés pour le milieu du siècle (2041-2070) selon différents scénarios d'émission de gaz à effet de serre à partir des nouvelles projections climatiques de référence DRIAS-2020. Ils sont consultables sur un site dédié publié par Météo-France en novembre 2022.

## Urbanisme

### Typologie
Au 1er janvier 2024, Frouard est catégorisée centre urbain intermédiaire, selon la nouvelle grille communale de densité à sept niveaux définie par l'Insee en 2022.
Elle appartient à l'unité urbaine de Nancy, une agglomération intra-départementale regroupant 28  communes, dont elle est une commune de la banlieue,,. Par ailleurs la commune fait partie de l'aire d'attraction de Nancy, dont elle est une commune de la couronne,. Cette aire, qui regroupe 353 communes, est catégorisée dans les aires de 200 000 à moins de 700 000 habitants,.

### Occupation des sols
L'occupation des sols de la commune, telle qu'elle ressort de la base de données européenne d’occupation biophysique des sols Corine Land Cover (CLC), est marquée par l'importance des forêts et milieux semi-naturels (61,5 % en 2018), en diminution par rapport à 1990 (64,5 %). La répartition détaillée en 2018 est la suivante : forêts (58,1 %), zones urbanisées (16,3 %), zones industrielles ou commerciales et réseaux de communication (12,4 %), terres arables (4,8 %), milieux à végétation arbustive et/ou herbacée (3,5 %), eaux continentales (3,1 %), prairies (1,6 %), espaces verts artificialisés, non agricoles (0,1 %), cultures permanentes (0,1 %). L'évolution de l’occupation des sols de la commune et de ses infrastructures peut être observée sur les différentes représentations cartographiques du territoire : la carte de Cassini (XVIIIe siècle), la carte d'état-major (1820-1866) et les cartes ou photos aériennes de l'IGN pour la période actuelle (1950 à aujourd'hui).

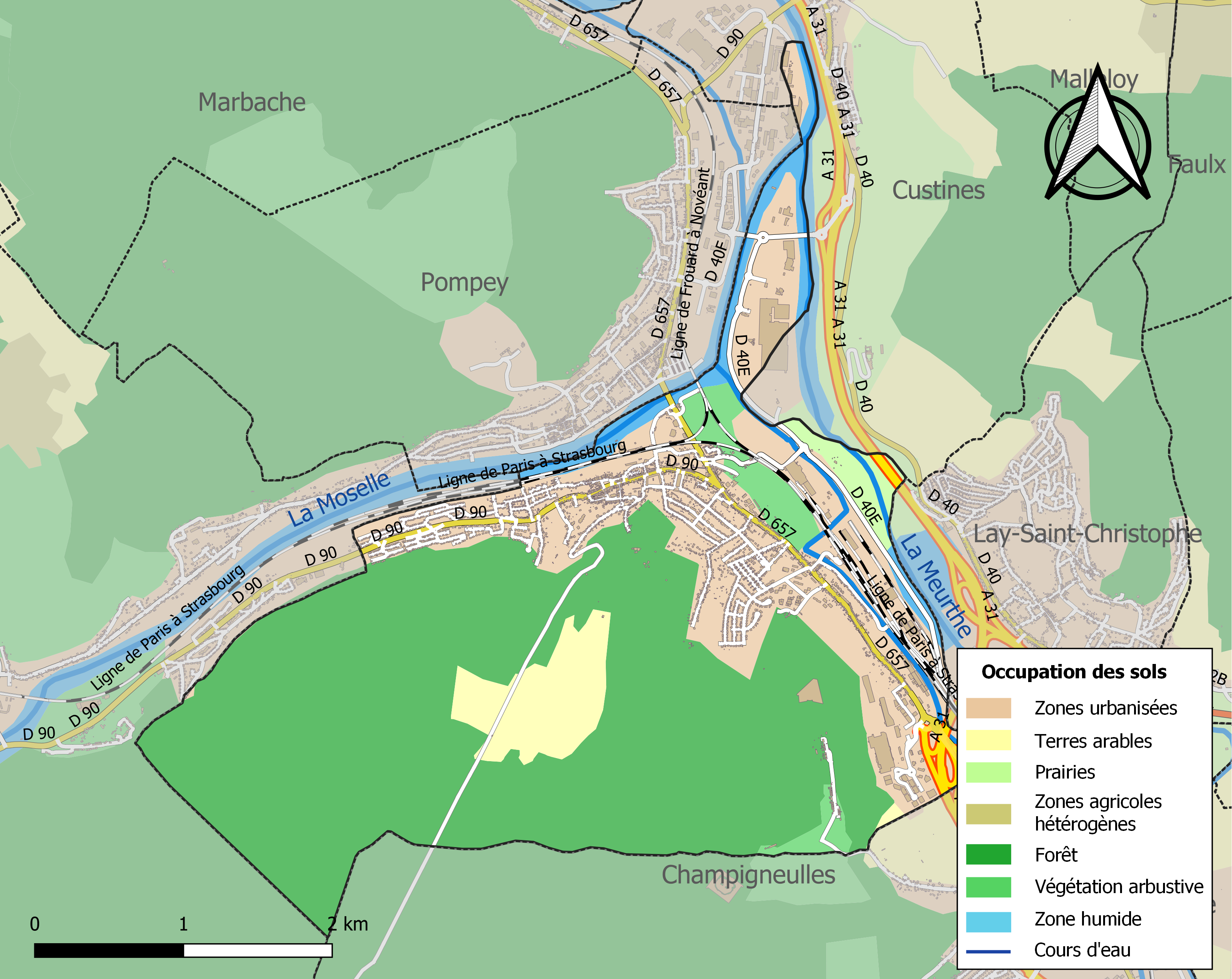
Carte des infrastructures et de l'occupation des sols de la commune en 2018 (CLC).

## Toponymie
Le nom de la localité est attesté sous les formes :
- Froardum en 1156 ;

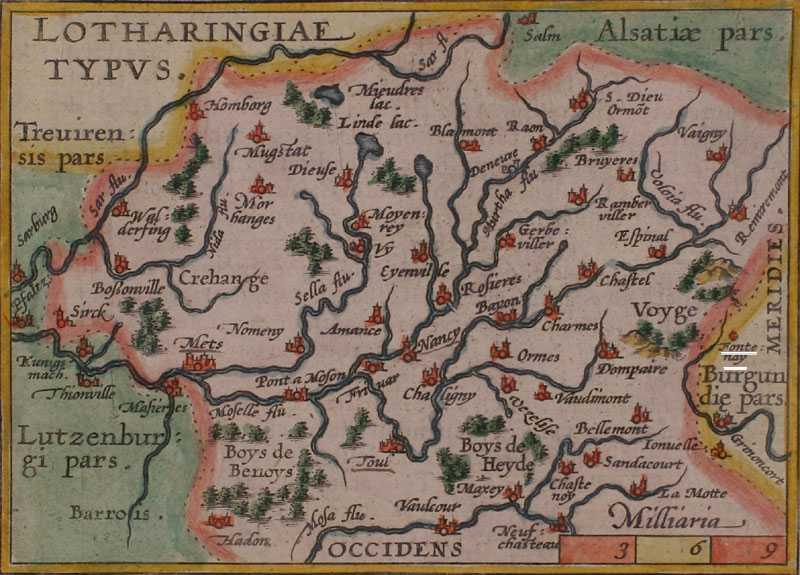
Fruart sur une carte de Lotharingia de 1588.

- Finis de Froart (finage de) 1206 ;
- Frouai en 1298 ;
- Frouart en 1311 ;
- Frowart en 1316 ;
- Froard en 1424 ;
- Frouwart en 1566 ;
- Fruart en 1588 ;
- Fruart sur la carte de la Lorraine du XVIIe siècle de Nicolaum Visscher[23] ;
- Fruwart ;
- Frouard.

## Histoire
Frouard fut le chef-lieu d'une châtellenie, qui passa en 1220 sous l'hommage des comtes de Champagne et, par suite, des rois de France, où elle resta jusqu'en 1465. La commune fut par ailleurs le siège d'une prévôté (prévostei de Froward) en 1420, et enfin d'un marquisat érigé en 1713.

### Le château

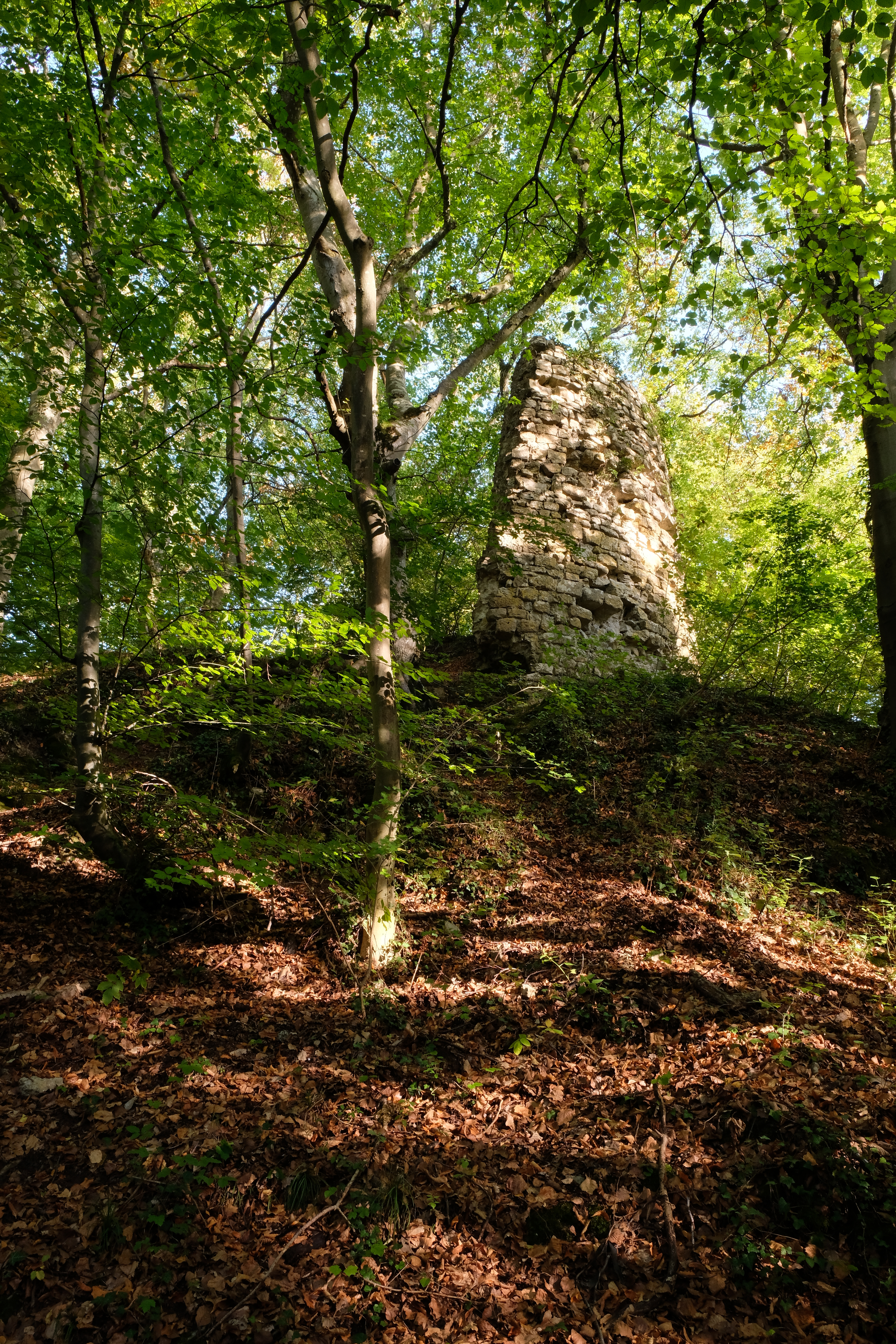
Vestige d'une tour du château de Frouard aux Rays.

Édifié en haut de la côte de Pimont par le duc Ferry III de Lorraine en 1271 sur un fond dépendant de l'abbaye de Lay-Saint-Christophe contre la redevance annuelle de soixante sols provenant du four banal.
Marie de Guise fut élevée pendant 10 ans au château de Frouard avant d'épouser le 4 août 1534, à 19 ans, au Louvre, Louis II d'Orléans, duc de Longueville, dont elle eut deux fils, François III d'Orléans, duc de Longueville, né le 20 octobre 1535 (décédé en 1551) et Louis d'Orléans-Longueville né en 1536 et décédé la même année.

### Guerre de Trente Ans
Pendant la guerre de Trente Ans, le 24 juin 1632, les troupes françaises campaient à Frouard et à Champigneulles. Le lendemain, le roi Louis XIII arrivait à Liverdun et contraignait Charles IV, duc de Lorraine à signer le 26 juin 1632 un traité donnant au roi pour quatre ans les places fortes de Jametz, Stenay, Dun-sur-Meuse, et Clermont-en-Argonne, cette dernière étant donnée définitivement à la France en échange d'une indemnité. En contrepartie, le duc obtint les villes de Bar-le-Duc, Pont-à-Mousson et Saint-Mihiel. D'autre part, Charles IV promet de rendre hommage au roi pour le duché de Bar d'ici à un an.
Le 1er septembre 1633, l'armée française alliée avec l'armée suédoise assiège Nancy, considérée comme une des plus puissantes places fortes d'Europe. Pour éviter une éventuelle contre-attaque de l'armée ducale, tous les ponts furent coupés aux abords de Nancy, sauf ceux de Frouard et Gondreville.

### Création du marquisat de Frouard

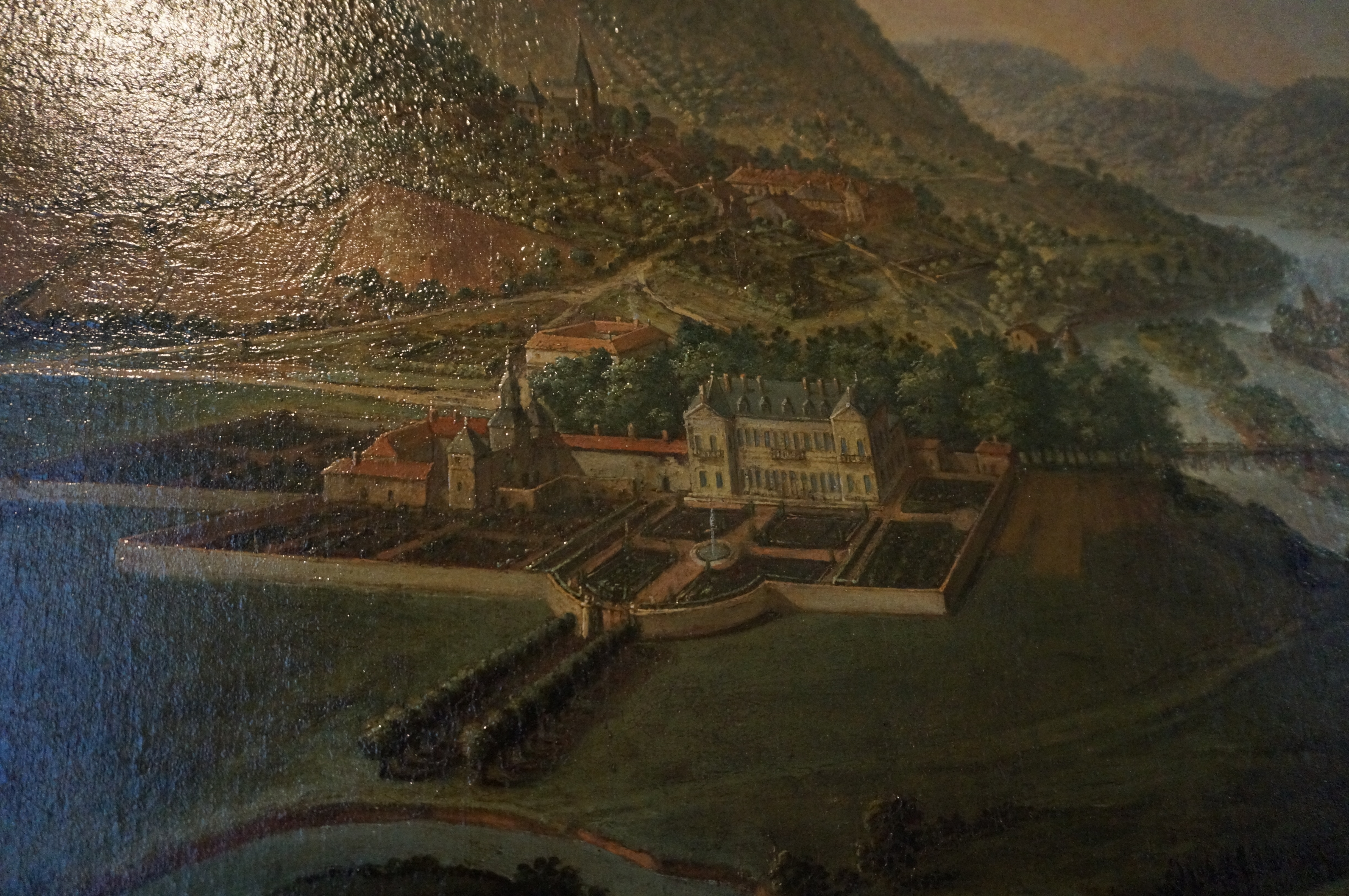
Le château des Lunati-Visconti, en arrière-plan l'église de Frouard.

Le 13 janvier 1713, Léopold Ier de Lorraine érigea la terre de Frouard en marquisat en faveur de Ferdinand Lunati-Visconti issu d'une ancienne maison du Milanais, commandant de la garde suisse du duc qui l'avait suivi comme volontaire dans ses campagnes de Hongrie. Le marquis épouse Jeanne Thérèse de Roquefeuil, fille de Jean de Roquefeuil, capitaine des gardes du maréchal du Créquy et d'Antoinette Thérèse Bannerot, fille de Didier Bannerot, seigneur d'Herbéviller.
Armoiries des Lunati-Visconti : écartelé aux 1 et 4 coupé a d'or à l'aigle de sable couronnée du champ b de gueules à trois croissants d'argent (Lunati) aux 2 et 3 d'argent à une couleuvre ondoyante en pal d'azur couronnée d'or engloutissant un enfant de carnation (Visconti) Cimiers 1° trois croissants accostés d'argent (Lunati) 2° la couleuvre du 2 issante.

### Histoire des rues et lieux-dits de Frouard

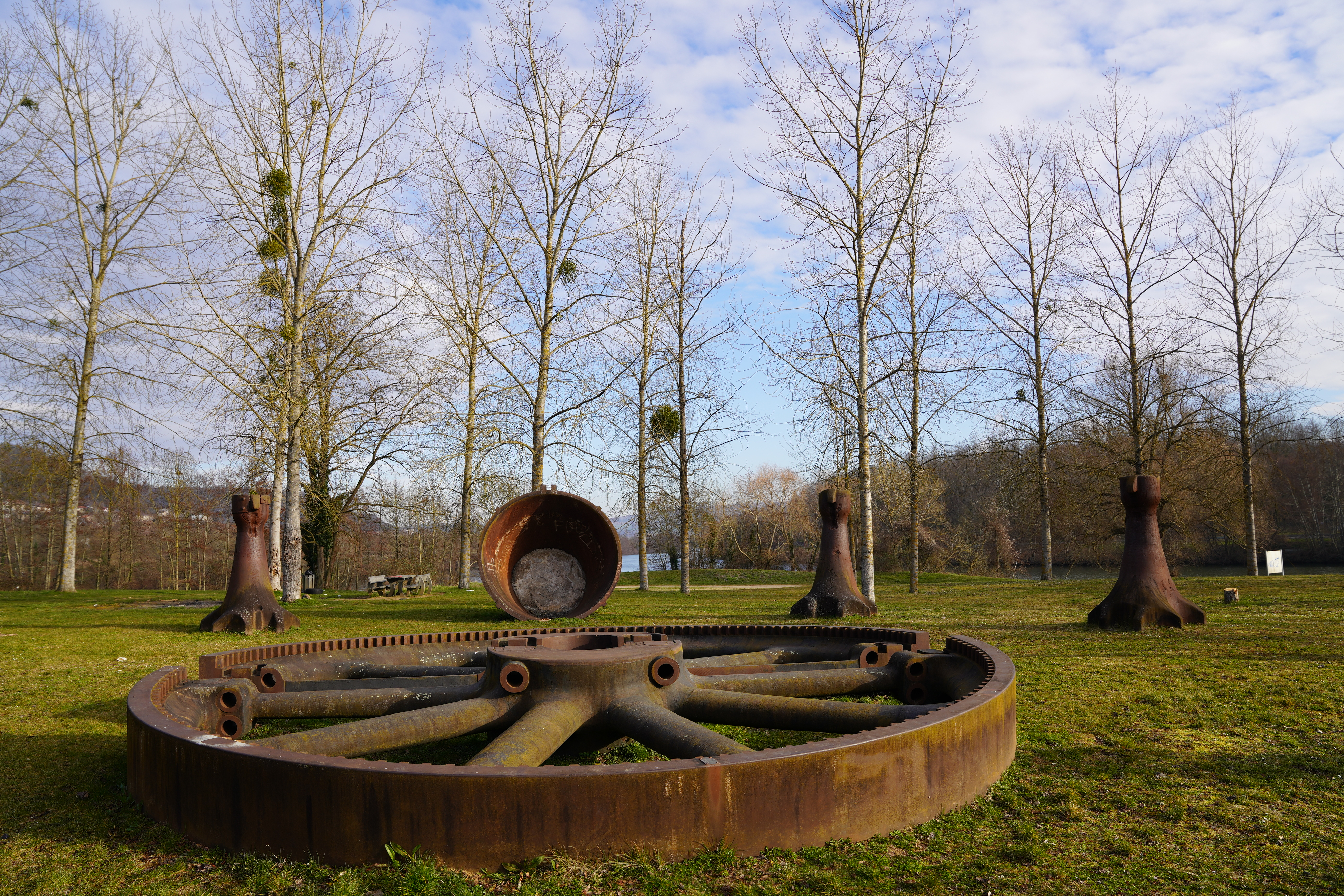
Gueule d'enfer pont SNCF entre Frouard et Pompey.

- La rue du fort Joly s'appelait (avant 1900) la rue Maréchande en raison des maréchaux-ferrants exerçant leur métier dans cette rue à cette époque ;
- La place Nationale a succédé à la place Napoléon, à noter que la rue du Ruisseau qui rejoint la rue Clemenceau a été englobée au périmètre de la place Nationale elle y figure encore dans le recensement de la population de 1936[26] ;
- La rue du Hardillon tient son nom des hardes de sangliers qui venaient s'abreuver jadis au milieu du chemin devenu rue ;
- La rue Jules-Ferry succède au chemin du transporteur, ce dernier transportait le minerai de fer (minerai comportant seulement 20 % de fer, du nom de minette lorraine) de la mine à l'usine de Montataire.

## Politique et administration

### Budget et fiscalité 2013
En 2013, le budget de la commune était constitué ainsi :
- total des produits de fonctionnement : 8 204 000 €, soit 1 212 € par habitant ;
- total des charges de fonctionnement : 8 217 000 €, soit 1 214 € par habitant ;
- total des ressources d’investissement : 1 971 000 €, soit 291 € par habitant ;
- total des emplois d’investissement : 3 209 000 €, soit 474 € par habitant ;
- endettement : 4 645 000 €, soit 686 € par habitant.

Avec les taux de fiscalité suivants :
- taxe d’habitation : 15,98 % ;
- taxe foncière sur les propriétés bâties : 22,27 % ;
- taxe foncière sur les propriétés non bâties : 37,24 % ;
- taxe additionnelle à la taxe foncière sur les propriétés non bâties : 0 % ;
- cotisation foncière des entreprises : 0 %.

## Population et société

### Démographie
En 1710, la population de Frouard comptait d'après Henri Lepage 109 habitants.
L'évolution du nombre d'habitants est connue à travers les recensements de la population effectués dans la commune depuis 1793. Pour les communes de moins de 10 000 habitants, une enquête de recensement portant sur toute la population est réalisée tous les cinq ans, les populations de référence des années intermédiaires étant quant à elles estimées par interpolation ou extrapolation. Pour la commune, le premier recensement exhaustif entrant dans le cadre du nouveau dispositif a été réalisé en 2006.

En 2022, la commune comptait 6 480 habitants, en évolution de −1,31 % par rapport à 2016 (Meurthe-et-Moselle : −0,13 %, France hors Mayotte : +2,11 %).
| 1793 | 1800 | 1806 | 1821 | 1831 | 1836 | 1841 | 1846 | 1851  |
| ---- | ---- | ---- | ---- | ---- | ---- | ---- | ---- | ----- |
| 670  | 759  | 756  | 736  | 847  | 852  | 898  | 886  | 1 105 |

| 1856 | 1861  | 1872  | 1876  | 1881  | 1886  | 1891  | 1896  | 1901  |
| ---- | ----- | ----- | ----- | ----- | ----- | ----- | ----- | ----- |
| 984  | 1 205 | 1 654 | 2 771 | 3 391 | 3 121 | 3 204 | 3 683 | 4 099 |

| 1906  | 1911  | 1921  | 1926  | 1931  | 1936  | 1946  | 1954  | 1962  |
| ----- | ----- | ----- | ----- | ----- | ----- | ----- | ----- | ----- |
| 4 180 | 4 674 | 4 574 | 4 767 | 5 147 | 4 643 | 5 028 | 5 950 | 6 916 |

| 1968  | 1975  | 1982  | 1990  | 1999  | 2006  | 2011  | 2016  | 2021  |
| ----- | ----- | ----- | ----- | ----- | ----- | ----- | ----- | ----- |
| 7 419 | 7 061 | 7 589 | 7 274 | 6 999 | 6 657 | 6 717 | 6 566 | 6 511 |

| 2022  | - | - | - | - | - | - | - | - |
| ----- | - | - | - | - | - | - | - | - |
| 6 480 | - | - | - | - | - | - | - | - |

### Liste des curés
| Liste des curés | Liste des curés         | Liste des curés                                            |
| Période         | Période                 | Identité                                                   |
| --------------- | ----------------------- | ---------------------------------------------------------- |
| 1489            | vers 1493               | Messire Saffrignon Mosnin                                  |
| 1635            |                         | Dieudonné Caussin                                          |
| 1789            |                         | Garaudel                                                   |
| 1792            |                         | J.J.A Grapain                                              |
| 1er avril 1812  | 1er août 1814           | Jean Baptiste Gédéon                                       |
| 1849            |                         | Georges (Abbé)                                             |
| 1878            | 1880                    | Gaire Jean Isidore (vicaire)                               |
| 30 août 1913    | 31 janvier 1918 (décès) | Antoine Léon Grosse (vicaire)                              |
| 15 avril 1920   | 4 novembre 1920         | Just Eugène Gondrexon (vicaire auxiliaire)                 |
| 17 juin 1923    | 1954                    | Auguste Camille Eugène Gobert                              |
| 22 août 1925    |                         | Albert Pierre Stéphane Lorrain (vicaire)                   |
| 1923            | 1959                    | Georges Joseph Bernecker (chanoine honoraire)              |
| 1926            |                         | Forterre (abbé) aumônier des scouts                        |
| 195?            |                         | Munier (abbé) vicaire du curé Bernecker                    |
| 1959            | 1972                    | François de Vienne                                         |
| 1984            | 1977                    | Pierre François (abbé)                                     |
| 1977            |                         | André Fossati                                              |
| 1981            | 2001                    | André Stéphano décédé (80 ans) le 03 août 2019 à Maxéville |

Durant la Seconde Guerre mondiale, à la suite d'un prétendu attentat contre un soldat allemand, tous les hommes du village furent raflés et regroupés au canal de Frouard pour y être fusillés. Le curé Georges Bernecker demanda leur grâce, appelant notamment à la conscience chrétienne d'un officier allemand, et ils furent sauvés,.

### Listes des gardes champêtres

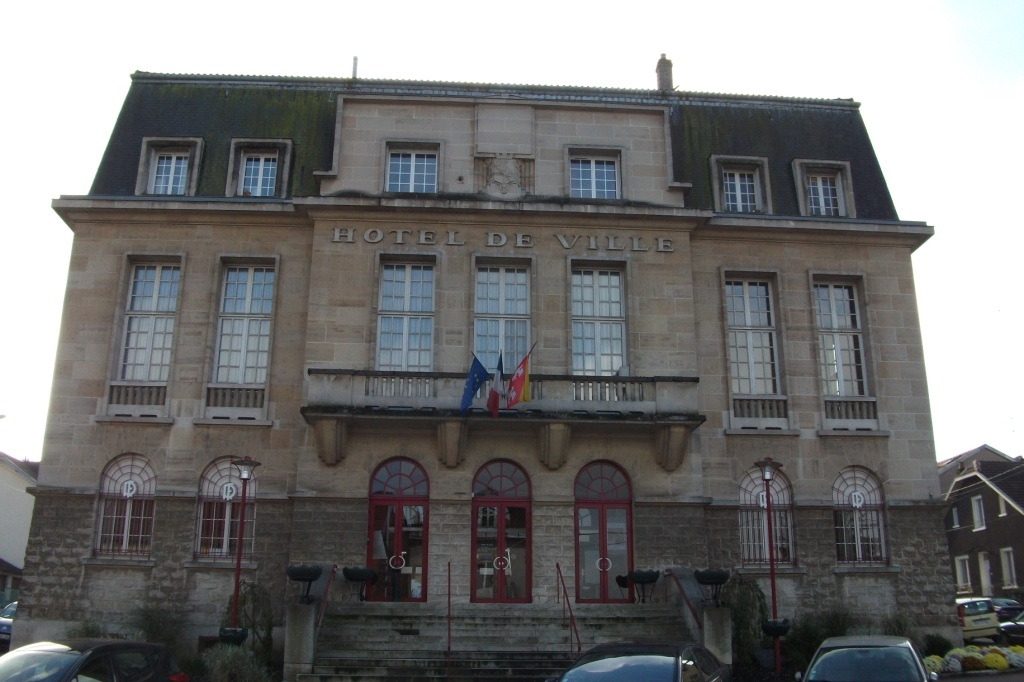
La mairie.

| Listes des gardes champêtres | Listes des gardes champêtres | Listes des gardes champêtres     |
| Période                      | Période                      | Identité                         |
| ---------------------------- | ---------------------------- | -------------------------------- |
| 1774                         |                              | Jean Joseph Parfait              |
| avant 1864                   |                              | Jean Frustin et François Frustin |
| vers 1960                    |                              | Leduy                            |

### Astronomie
- L'astéroïde (18635) Frouard, découvert en 1998, a été ainsi baptisé en l'honneur de la commune de Frouard.
- L'astronome Alain Maury a passé sa jeunesse dans la commune, dans les années 1970.

## Économie

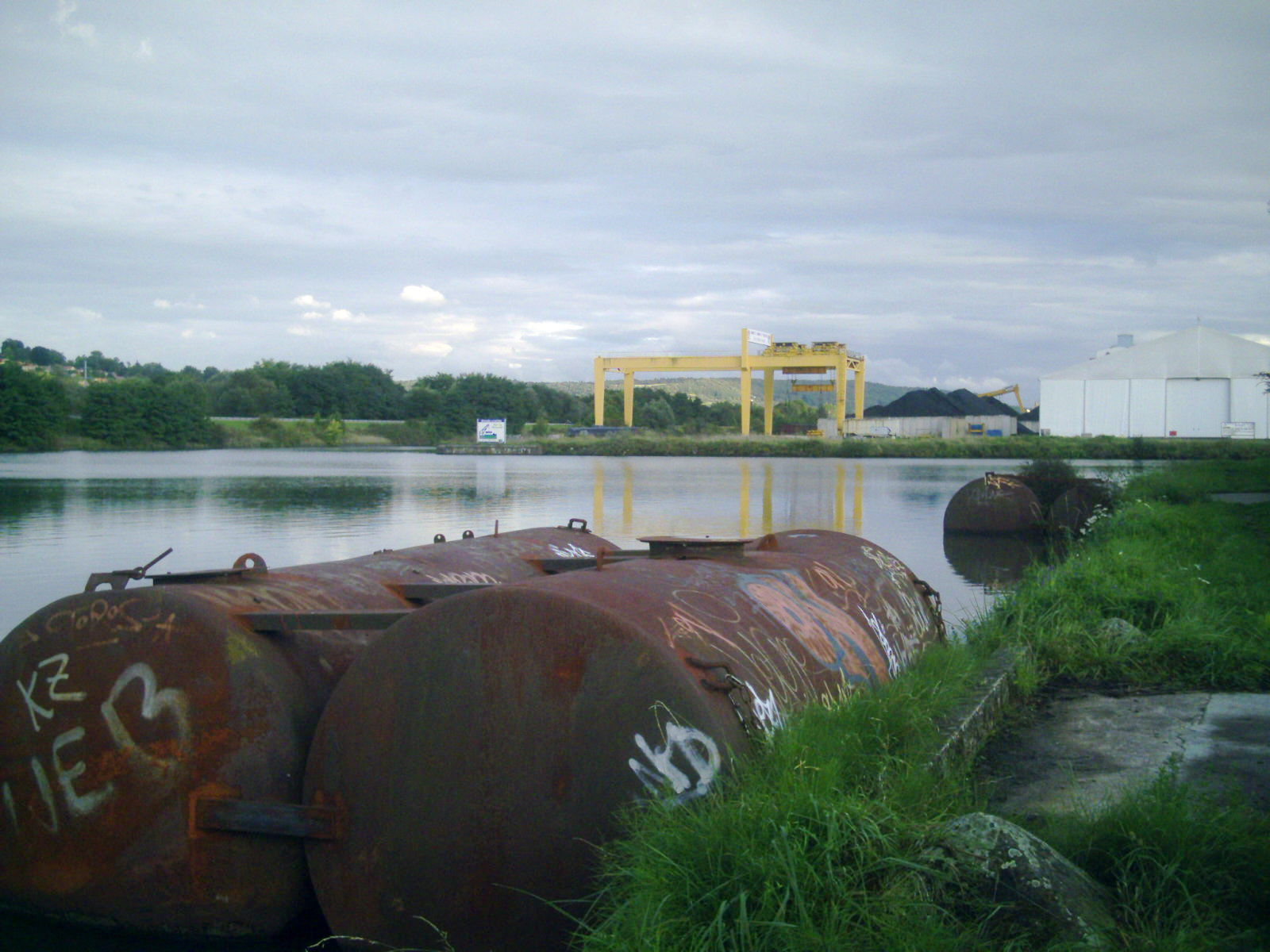
Le port de Nancy-Frouard.

La commune est dotée d'un port fluvial géré par la Chambre de commerce et d'industrie de Meurthe-et-Moselle.

## Culture locale et patrimoine

### Lieux et monuments

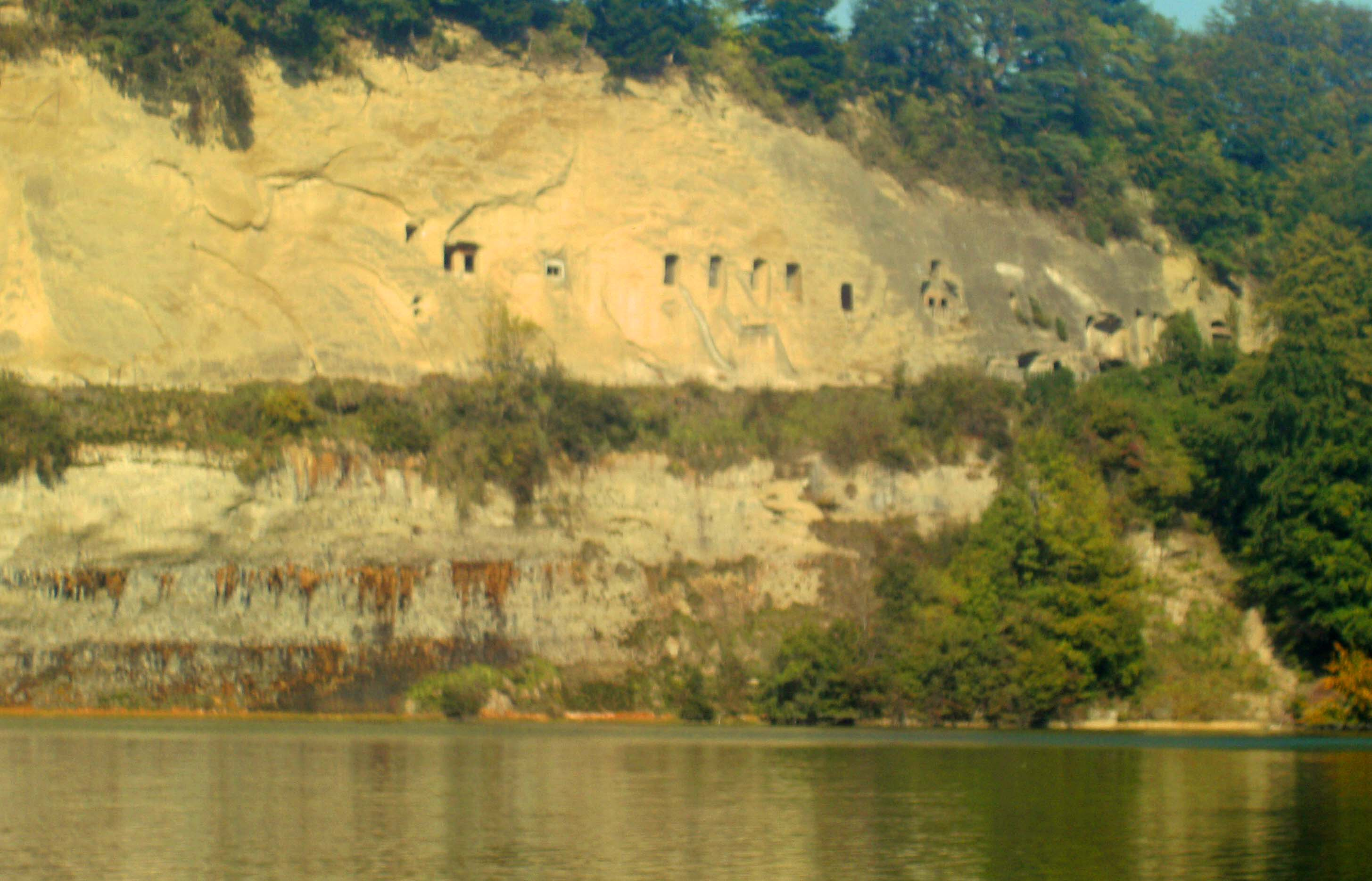
L'Ermitage, principale salle des fêtes de la ville.

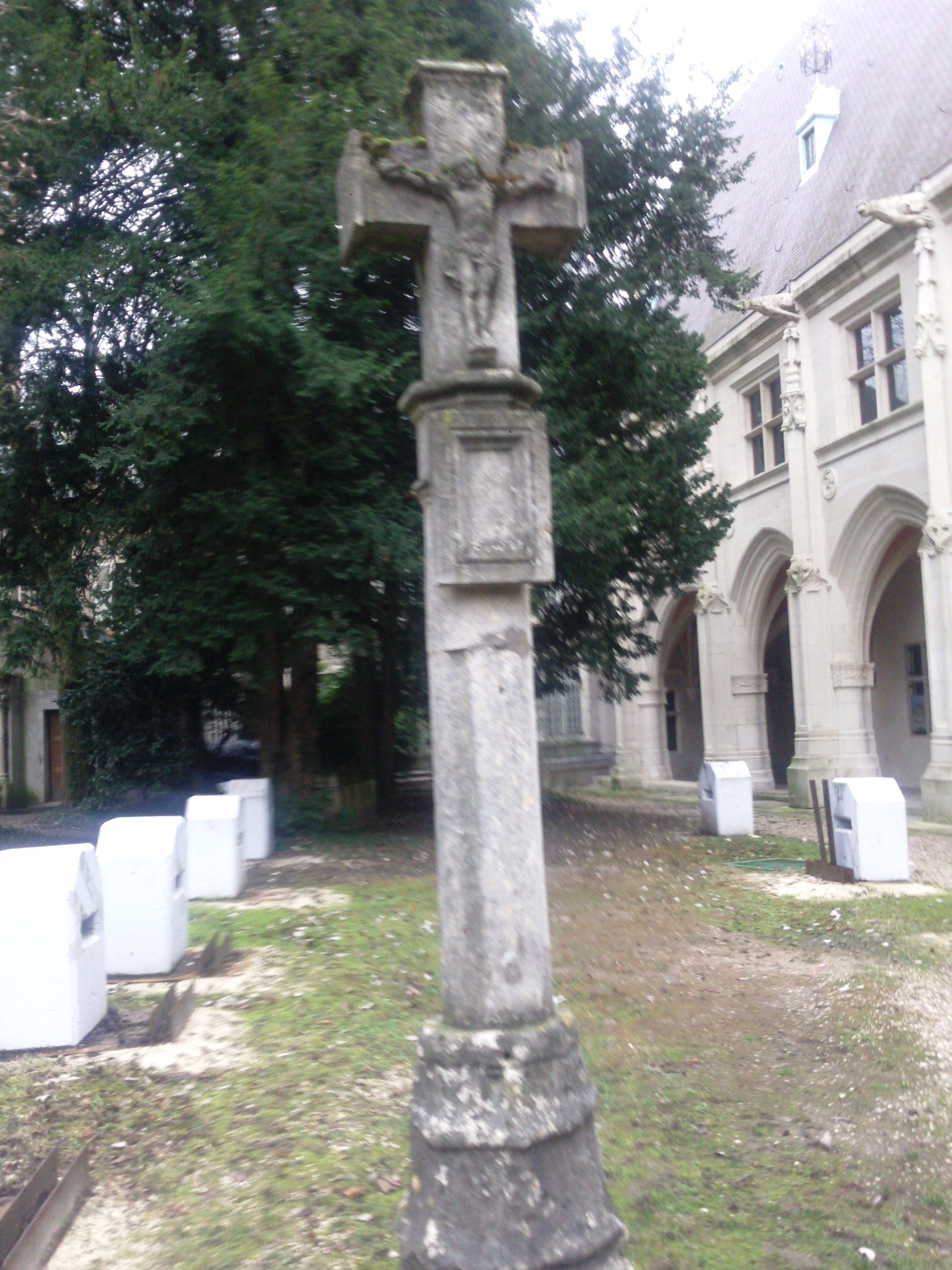
Croix d'affranchissement (loi de Beaumont) de Frouard - musée Lorrain de Nancy.

- Château de Frouard, également appelé forteresse des Rays, qui est nommé dans un acte du duc de Lorraine Ferry III en 1262[38]. situé sur un promontoire, il ne reste de cet édifice qu’une enceinte polygonale flanquée de tours, noyée dans la forêt qui surplombe la vallée. Fréquemment engagé, il ne semble pas avoir subi de siège avant d’avoir été entièrement détruit au cours de la guerre de Trente Ans en 1633 sous le règne de Louis XIII, puis fut démantelé par Richelieu vers 1635. Les vestiges surplombent les villes de Frouard et Pompey et offrent un panorama d’exception sur la Moselle. Le château se place en vis-à-vis avec le château de l'Avant-Garde à Pompey, un souterrain reliait ceux-ci sous la Moselle, ce souterrain a été détruit lors des travaux de canalisation en grand gabarit de celle-ci.
- Croix d'affranchissement érigée au Moyen Âge sur la place du village (devenue par la suite place nationale). La croix d'affranchissement a été élevée en 1263 pour perpétuer le souvenir de la concession de la « loi de Beaumont »[39] à Frouard, elle y resta jusqu'en 1876. Déplacée dans le cimetière autour de l'église, elle fut donnée à la Société d'archéologie lorraine et entra dans la cour du Musée lorrain à Nancy le 12 juillet 1883.
- Château du Pâquis, XVIIIe siècle : construit par Ferdinand de Lunati-Visconti (marquis de Lunati, Visconti et de Frouard, seigneur de Clévant), chambellan, colonel de la garde suisse de S.A. le duc Léopold Ier. Le château fut détruit en 1848 lors de l'établissement du chemin de fer. Trois vases en pierre provenant du château ont été donnés par Hyacinthe Courtois, maire de l'époque, au Musée lorrain[40].
- Gare de Frouard.
- Canal de la Marne au Rhin : écluses[41], port le plus important du département.
- Théâtre Gérard-Philipe (TGP), subventionné par la ville de Frouard, la communauté de communes du bassin de Pompey et d'autres organismes, présentait tout au long de l'année des festivals, pièces de théâtre ou encore expositions, lorsqu'il était géré par l'association Action Culturelle du Val de Lorraine (ACVL). La commune en a repris la gestion en 2019.
- L'Espace 89 est un établissement culturel de la ville réunissant une ludo-médiathèque, une école de musique et un bricolab.

#### Édifices religieux

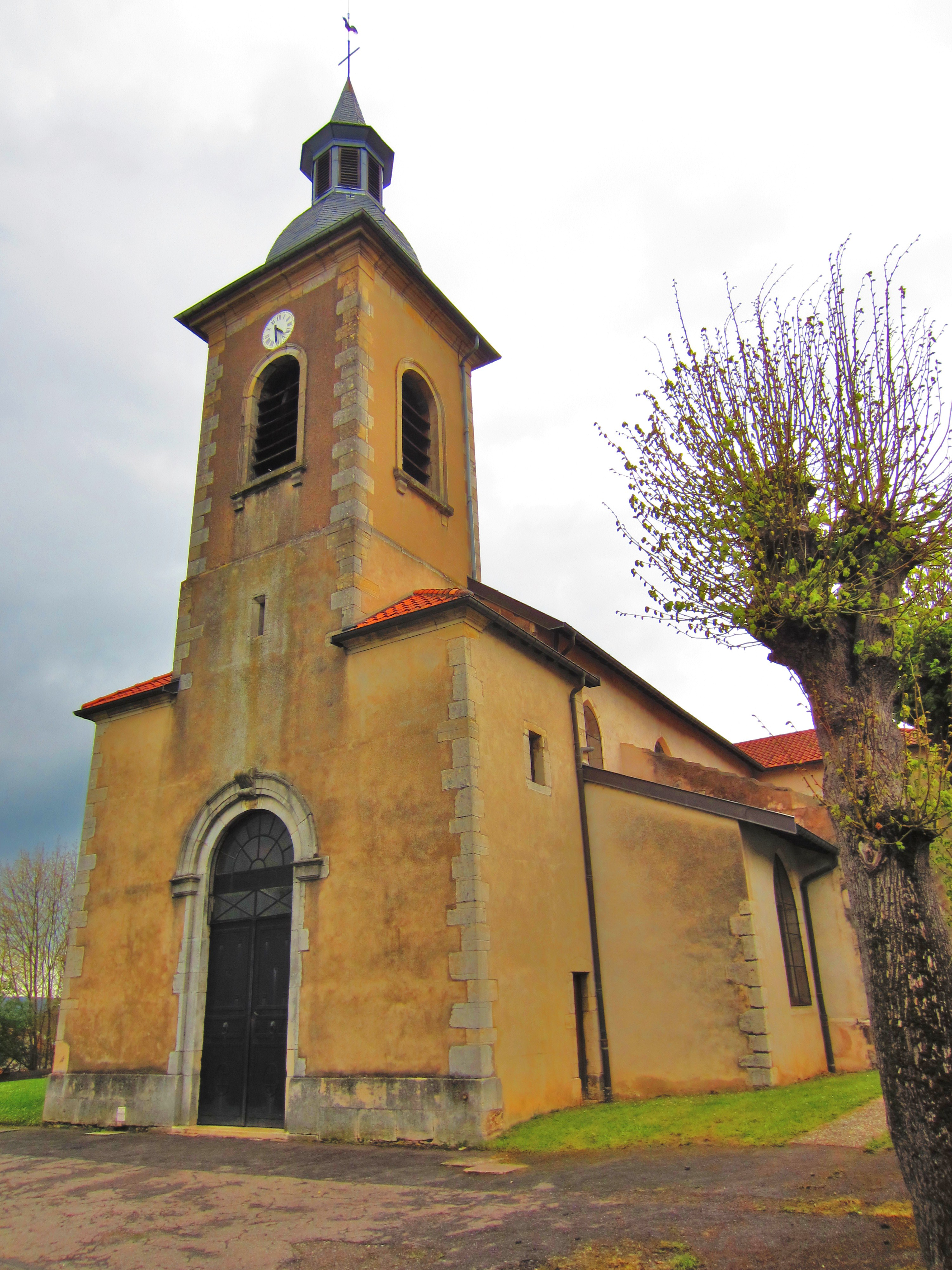
Église Saint-Jean-Baptiste.

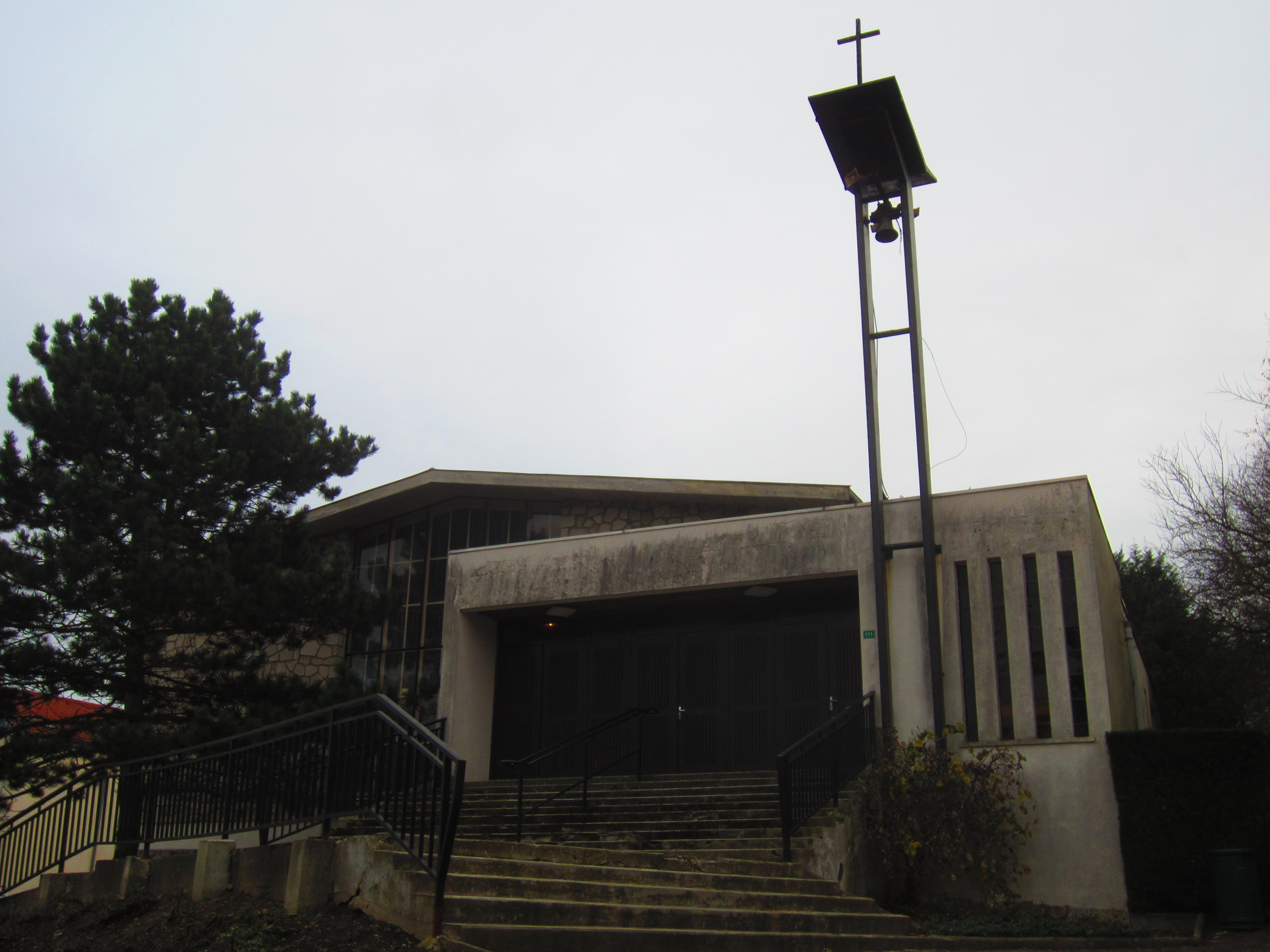
Chapelle Sainte-Anne.

- Église dédiée à saint Jean-Baptiste, objet d'une inscription au titre des monuments historiques par arrêté du 29 octobre 1926[42], fut rebâtie en 1534 ainsi que l'indique la date inscrite dans la clé de voûte.
  - Dans la tour sont suspendues, depuis 1833, trois cloches :
    - la grosse fait 823 kg, son parrain est Joseph Parisot et sa marraine Magdeleine Georgel ;
    - la moyenne fait 591 kg, son parrain est Hyacinthe Rolin et sa marraine Marguerite Parfait ;
    - la petite fait 440 kg, son parrain est Christophe Courtois et sa marraine El. Peuchrin.

  - L'orgue de tribune[43].
  - L'église contient la plus ancienne verrière connue de Charles-Laurent Maréchal, datée de 1840, qui représente le baptême du Christ et la prédication de saint Jean-Baptiste[44].
- Chapelle Sainte-Anne (moderne)[45].

#### Édifice militaire
La batterie de l'Éperon, située à 1,5 km au nord-est du fort de Frouard, construite de 1879 à 1883 après l'annexion de l'Alsace-Lorraine en 1871,. Une centaine d'ouvriers italiens (sur un chantier de trois cents personnes) participent à la construction du fort de Frouard.

### Personnalités liées à la commune
- Ernest Vilgrain (1880-1942), industriel minotier né à Frouard, sous-secrétaire d'Etat au ravitaillement en 1917-1920.
- Georges Condé (1891-1980), peintre, céramiste et marionnettiste né à Frouard.
- Pierre Jacquinot (1910-2002), physicien né à Frouard, président de l'Académie des sciences.
- Marcel Martin (1926-2016), journaliste né à Frouard, critique et historien du cinéma français.

### Héraldique

#### Les armoiries de Frouard

Armoiries de Frouard.

| Blason de Frouard | Blason  | D'or à la bande de gueules chargé de trois alérions d'argent, à la crosse abbatiale contournée d'azur brochant sur le tout.                                                                                            |
| Blason de Frouard | Détails | Ce blason, qui date des années 1970, reprend les armes de la Lorraine. La crosse est une allusion à l'abbaye de Bouxières-aux-Dames qui avait des droits sur Frouard, quand la ville appartenait au duché de Lorraine. |

#### Ancien blason
| Blason de Frouard | Blason  | Partie coupée d'azur à l'aigle éployés couronnés d'or et de gueules, à trois croissants d'argent, 2, 1, et au guivré d'azur couronné d'or.              |
| Blason de Frouard | Détails | Ce blason est celui des « Lunatti-Visconti », famille qui a régné sur Frouard pendant l'Ancien Régime. Le statut officiel du blason reste à déterminer. |

## Jumelages
La ville de Frouard est jumelée avec :
- Lohmar (Allemagne) ;
- Eppendorf (Allemagne).